# Ki kicsoda a hírközlésben?
A Ki kicsoda a hírközlésben? a szekszárdi Babits Kiadó gondozásában jelent 1994-ben. A lexikon a Révai új lexikona segédkönyveként A századvég magyarsága sorozatban jelent meg. Akkori  kortárs vagy 1990 január és 1993 december között elhunyt újságírók, a sajtó, a rádió és televízió szerkesztői, tudósítói életrajzát tartalmazza összesen 487 oldalon, 1400 szócikkben.
A lexikont Bodrits István és Viczián János szerkesztette.
Az életrajzokat
- Balogh Margit
- Bodrits István
- Csúcs Béla
- Kőszegfalvi Ferenc
- Szemerédi András
- Szitásné Gyergyádes Lídia
- Viczián János írta.

A mutatókat Viczián János készítette Takács Emma közreműködésével.